# Arno Schmidt (Altphilologe)
Arno Schmidt (* 20. April 1934 in Hameln) ist ein deutscher Altphilologe, Pädagoge und emeritierter Professor für Schulpädagogik. Er ist Autor wissenschaftlicher und lyrischer Literatur.

## Leben
Arno Schmidt wurde als „Sohn eines Musikers und einer Bauerntochter“ in Hameln an der Weser als ältestes Kind von insgesamt drei Geschwistern geboren.  Während seine Familie in Hameln blieb, verbrachte er seine Jugendjahre in Weimar, wo sein Großvater, der letzte Weimarer Hofbäcker, gegenüber dem Weimarer Goethe-Wohnhaus eine Bäckerei betrieb. Die damals übliche Aufnahmeprüfung zum Gymnasium bestand er nicht. Seine schulischen Leistungen wurden schließlich so mangelhaft, dass er gegen Ende des Zweiten Weltkrieges eine Hilfsschule besuchen musste. Sein Schulversagen begründete Arno Schmidt unter anderem so: „(…) mit den ersten Schuljahren bis kurz vor Ende des Krieges verbinde ich Prügel und fortwährende Angst.“
Für Weimar ging der Zweite Weltkrieg am 11. April 1945 mit dem Einmarsch der Dritten US-Armee zu Ende. Mit der Einnahme der Stadt durch die US-Soldaten erfolgte auch die Befreiung des KZ Buchenwald. Sein Onkel, der die überlebenden KZ-Häftlinge mit Brot zu versorgen hatte, bestand darauf, dem „Hitlerjungen“ Arno Schmidt das Lager Buchenwald zu zeigen. Schmidt schreibt in seinen Erinnerungen: „Nichts wurde mir erspart: die an Hunger und Entkräftung Sterbenden, die Zellen und Baracken, das Krematorium und dort die Berge von Leichen, die die SS nicht mehr hatte beseitigen können, die Öfen, die Keller, die wie ein Schlachthaus eingerichtet waren (…).“ Er erlebte einen psychischen und physischen Zusammenbruch, der über Wochen dauerte. Das in Buchenwald Erlebte ließ ihn ein Leben lang nicht los; bis in die Gegenwart versucht Schmidt das Gesehene in seinen Gedichten zu verarbeiten.
Zum 1. Oktober 1945 – inzwischen stand Weimar unter sowjetischer Verwaltung – wurde der Schulbetrieb wieder aufgenommen. Schmidt besuchte zunächst die „Normalschule“ und ab 1948 die Schiller-Oberschule und hier den altsprachlichen Schulzweig mit Latein und Altgriechisch. Nebenher erlernte er bei einem pensionierten Lehrer auch Hebräisch. 1952 absolvierte er die Reifeprüfung. Im Anschluss daran studierte er an der Hallenser Martin-Luther-Universität lateinische und griechische Philologie sowie Pädagogik. Danach war er Mitarbeiter der Berliner Deutschen Akademie der Wissenschaften und hier in der Sektion Altertumswissenschaften tätig.
Als man sich im Sommer 1958 hinter vorgehaltener Hand erzählte, die Regierung der DDR plane eine hermetische Abschottung gegenüber der Bundesrepublik, entschied sich Arno Schmidt für eine Flucht in den Westen. Hinzu kam, dass dort seine spätere Ehefrau lebte, die er über einen ehemaligen Kommilitonen kennengelernt hatte. Es folgten Lehraufträge an Schulen in Aurich und Diepholz sowie schließlich ein Referendariat in Hildesheim. Im Herbst 1960 trat Arno Schmidt seine erste Planstelle als Studienassessor am Ulrichsgymnasium in Norden an. Während seines zehnjährigen Wirkens in der ostfriesischen Kleinstadt avancierte er zum Studiendirektor. Da es in diesen Jahren ein Überangebot an Latein- und Griechischlehrern gab, veranlasste ihn die Schulleitung auch für ihn fachfremden Unterricht, darunter Deutsch und Gemeinschaftskunde, zu geben. Auf die zunehmende Politisierung der Schülerschaft Ende der 1960er Jahre reagierte Schmidt mit dem Angebot einer sogenannten Polit-AG sowie mit von ihm organisierten Oberstufenfahrten zu Tagungen des Internationalen Hauses Sonnenberg in St. Andreasberg/Harz.
Schmidts Promotion erfolgte 1964 an der Göttinger Universität. Das Thema seiner teilweise in Deutsch, teilweise in Griechisch und Latein abgefassten Dissertation lautete: Ps.-Galeni liber de humoribus. Critice editus, adnotationibus instructus. Die Arbeit behandelte einen dem griechischen Arzt Galenos von Pergamon zugeschriebenen Traktat Über den Humor.
1970 wechselte Schmidt nach Lüneburg, wo er die Stelle des Oberstudiendirektors am Gymnasium Johanneum antrat. Bereits zwei Jahre später übernahm er im Niedersächsischen Kultusministerium die Leitung des Referates Gymnasien. Schwerpunkte seiner Arbeit waren hier die Koordinierung der niedersächsischen Gymnasien, die Durchführung der damals frisch beschlossenen Oberstufenreform sowie – ab 1976 – der Aufbau einer umfassenden Lehrerfortbildung. Dazu war er bis 1985 Vizepräsident des Wissenschaftlichen Landesprüfungsamtes für Lehrämter. 1982 habilitierte er sich an der Universität Oldenburg. Von 1985 bis zu seinem Ruhestand 1997 lehrte er als  Professor für Theorie und Praxis des Unterrichts an Gymnasien am Fachbereich Pädagogik der Universität Oldenburg. Daneben lehrte er seit dem Sommersemester 1992 auch als Gastprofessor für Gymnasialpädagogik an der Universität Halle, wo er 1994 zum Honorarprofessor ernannt wurde.
Nach seiner Pensionierung hielt er Vorlesungen über die Entwicklung der antiken Philosophie und ihre Wirkungsgeschichte am Institut für Philosophie der Universität Marburg. Außerdem befasste er sich zunehmend mit Lyrik, was zur Veröffentlichung von bislang zwei Gedichtsbänden führte.

## Familie
Arno Schmidt ist seit 1959 mit Annegret Schwalenstöcker verheiratet. Aus der Ehe gingen zwei Söhne (geboren 1960 und 1962) hervor, Das Ehepaar lebt heute in Korbach, der Heimatstadt der Ehefrau.

## Veröffentlichungen (Auswahl)
- Ps.-Galeni liber de humoribus. Critice editus, adnotationibus instructus. Dissertation Göttingen 1964, OCLC 263389935.
- mit Wolfram Flößner und Heinz Seeger: Theorie: Oberstufe. Grundlagen, Bedeutung und Intentionen der neugestalteten gymnasialen Oberstufe in der Sekundarstufe II. Braunschweig 1977, ISBN 3-14-160065-1.
- Die Ursprünge der Pädagogik oder: Aristoteles, der Humanismus und wir. Oldenburg 1988, OCLC 75027411.
- Das Gymnasium im Aufwind. Entwicklung, Struktur, Probleme seiner Oberstufe. Aachen, 1994.
- Arno Schmidt – * 20. April 1934 (an der Universität Oldenburg seit 1985) [Autobiographischer Aufsatz]. In: Geschichte der Pädagogik an der Universität Oldenburg in Selbstdarstellungen (Hrsg. Bernhard Möller). Bibliotheks- und Informationssystem der Universität Oldenburg: Oldenburg, 1999. ISBN 3-8142-0601-0. S. 175–207.
- Die Geburt des Logos bei den frühen Griechen. Logos Verlag: Berlin, 2002. ISBN 978-3-89722-941-9.
- Das Elend des Logos. Antike Philosophie nach Aristoteles (360 v. Chr.-500 n. Chr.). Logos Verlag: Berlin, 2005. ISBN 3-8325-1007-9.
- Der Glanz des Logos. Die Philosophie der Klassiker. Sokrates, Platon und Aristoteles. Berlin 2008, ISBN 3-8325-1734-0.
- Die gymnasiale Oberstufe zwischen fachlicher Atomisierung und pädagogischer Kontinuität. In: Dorit Bosse (Hrsg.): Gymnasiale Bildung zwischen Kompetenzorientierung und Kulturarbeit. Wiesbaden, 2009.
- Gedichtband Schweigende Apfelblüten. Pamela Helmer Verlag: Korbach, 2015.
- Als die Nacht die Welt gebar. Mythen und Philosophie der Griechen und was daraus wurde. Logos Verlag: Berlin, 2018. ISBN 978-3-8325-4728-8.
- Schwer zu ertragen sind Götter, wenn sie sich leibhaftig zeigen. Homer und Troja – Frühe Mythen und ihre Philosophie. Logos Verlag: Berlin, 2020. ISBN 978-3-8325-5029-5.
- Gedichtband Pavane. Pamela Helmer Verlag: Korbach, 2023. ISBN 978-3-931100-60-5.